# أريفيك
40°06′02″N 44°05′49″E / 40.10056°N 44.09694°E
أريفيك، هي مدينة في مقاطعة أرمافير في أرمينيا. اسم أريفيك يأتي من الجذر أريف بمعنى "الشمس".